# Phidippus pius
Phidippus pius is een spinnensoort in de taxonomische indeling van de springspinnen (Salticidae).
Het dier behoort tot het geslacht Phidippus. De wetenschappelijke naam van de soort werd voor het eerst geldig gepubliceerd in 1905 door Scheffer.